# Pargas
Pargas (in finlandese Parainen) è una città finlandese a maggioranza di lingua svedese di 14991 abitanti, situata nella regione del Varsinais-Suomi. La città è stata fondata nel 2009 come unione dei comuni di Houtskär, Iniö, Korpo, Nagu e Pargas. Chiamato Väståboland nel periodo 2009-2011, il comune ha scelto di riprendere il nome Pargas nel 2012.

## Società

### Lingue e dialetti
Le lingue ufficiali di Pargas sono lo svedese ed il finlandese, e 1,9% parlano altre lingue.
| %     | Ripartizione linguistica (gruppi principali) |
| ----- | -------------------------------------------- |
| 56,5% | madrelingua svedese                          |
| 41,6% | madrelingua finlandese                       |

## Antichi comuni

### Houtskär

Stemma di Houtskär

Houtskär aveva una popolazione di 622 abitanti (2008) ed una superficie di 121 km². La maggioranza era di lingua svedese (88%) e la minoranza di lingua finlandese (12%).

### Iniö

Stemma di Iniö

Iniö comune aveva una popolazione di 249 abitanti (2008) ed una superficie di 334 km². La maggioranza era di lingua svedese (70%), una minoranza di lingua finlandese (30%).

### Korpo

Stemma di Korpo

Korpo aveva una popolazione di 846 abitanti (2008) ed una superficie di 2470 km². La maggioranza era di lingua svedese (73%) e la minoranza di lingua finlandese (27%).

### Nagu

Stemma di Nagu

Nagu aveva una popolazione di 1 428 abitanti (2008) ed una superficie di 1698 km². La maggioranza era di lingua svedese (70%) e la minoranza di lingua finlandese (29%).

### Pargas

L'antica stemma di Pargas

Prima della unione con gli altri comuni Pargas aveva una popolazione di 1 266 abitanti (2008) ed una superficie di 275 km². La maggioranza era di lingua svedese (54%) e la minoranza di lingua finlandese (45%).

## Amministrazione

### Gemellaggi
- Haninge, Svezia
- Ulstein, Norvegia
- Chudovo, Russia
- Kärdla, Estonia